# Condição de contorno de Dirichlet
Em matemática, a condição de contorno de Dirichlet (ou de primeiro tipo) é um tipo de condição de contorno, nomeada em homenagem a Johann Peter Gustav Lejeune Dirichlet (1805-1859). Quando aplicada sobre uma equação diferencial ordinária ou parcial, especifica os valores que uma solução necessita tomar no contorno do domínio. A questão de encontrar-se soluções para tais equações é conhecida como problema de Dirichlet.
No caso de uma equação diferencial ordinária tal como:
{\displaystyle {\frac {d^{2}y}{dx^{2}}}+3y=1}
no intervalo [0,1] as condições de contorno de Dirichlet tomam a forma:
{\displaystyle y(0)=\alpha _{1}\,}
{\displaystyle y(1)=\alpha _{2}\,}
onde α1 e α2 são números dados. 
Para uma equação diferencial parcial num domínio Ω⊂ℝⁿ tal como:
{\displaystyle \nabla ^{2}y+y=0\,}
onde {\displaystyle \nabla ^{2}} denota o Laplaciano, a condição de contorno de Dirichlet toma a forma:
{\displaystyle y(x)=f(x)\quad \forall x\in \partial \Omega }
onde f é uma função conhecida definida no contorno ∂Ω.
Condições de contorno de Dirichlet são talvez as mais fáceis de serem entendidas, mas existem muitas outras condições possíveis. Por exemplo, há a condição de contorno de Cauchy ou condição de contorno mista que é uma combinação das condições de Dirichlet e Neumann.